# Pehr Adlerfelt
Pehr Adlerfelt (ur. 1680, zm. 1743) – szwedzki wojskowy i dyplomata, generał-major piechoty.
Od 1712 pułkownik armii szwedzkiej.
Adlerfelt był w latach 1720–1725 szwedzkim wysłannikiem do Kopenhagi. W roku 1720 uzyskał tytuł barona i został członkiem Rady Królewskiej (riksrad). Zmarł w 1743, gdy bronił Sztokholmu przed buntownikami z prowincji Dalarna.
Jego bratem był polityk i historyk Gustaf Adlerfelt (1671–1709).